# Lamina quadrigemina
La lamina quadrigemina è un centro soprassiale del mesencefalo, situata dorsalmente alla calotta. È costituita da fibre bianche su cui riposano quattro tubercoli quadrigemini, due superiori più grandi e due inferiori più piccoli e mediali, di pertinenza rispettivamente del sistema visivo e di quello uditivo (via acustica centrale). Le sue dimensioni sono di 12–15 mm di lunghezza e circa 22–25 mm di larghezza.
I quattro tubercoli sono separati fra loro da due depressioni perpendicolari che nell'insieme formano il solco crociato;
si assegna il nome di area quadrata a quella porzione ristretta dalla lamina quadrigemina che corrisponde al punto di incrociamento dei due rami (longitudinale e trasversale) del solco crociato.
Da ognuno di essi si stacca un prolungamento che decorre sulla faccia laterale del mesencefalo, il braccio congiuntivo, che raggiunge i corpi genicolati del diencefalo.
Si distinguono quindi due bracci congiuntivi superiori e due inferiori; i primi raggiungono i corpi genicolati laterali, mentre i secondi si portano ai corpi genicolati mediali.
Il tubercoli superiori hanno struttura laminare (o corticale), con 3 lamine di sostanza grigia fasciate da 4 lamine di sostanza bianca, avendo quindi caratteristiche di struttura sovrassiale; mentre quelli inferiori sono costituiti da un nucleo centrale di sostanza grigia avvolto da una capsula esterna di sostanza bianca.